# Dois Vizinhos (kommun)
Dois Vizinhos är en kommun i Brasilien.   Den ligger i delstaten Paraná, i den södra delen av landet, 1 200 km söder om huvudstaden Brasília. Antalet invånare är 36 198.
Följande samhällen finns i Dois Vizinhos:
- Dois Vizinhos

Omgivningarna runt Dois Vizinhos är en mosaik av jordbruksmark och naturlig växtlighet. Runt Dois Vizinhos är det ganska tätbefolkat, med 96 invånare per kvadratkilometer.